# عبد الله المخيني
عبد الله ثويني المخيني (عبد الله ثويني المخيني؛ مواليد 6 نوفمبر 1986)، هو لاعب كرة قدم عماني، يشغل مركز المهاجم ويلعب حاليًا لنادي الشباب في الدوري العماني للمحترفين.

## مسيرته مع الأندية
بدأ المخيني مسيرته الكروية مع نادي صور، قبل أن ينتقل إلى نادي العروبة في 2010 حيث تألق بشكل لافت وسجل 14 هدفًا. في موسم 2013–2014، لعب مع السويق، قبل أن يوقع في يوليو 2014 عقدًا لمدة عام واحد مع الشباب.

### إحصائيات الأندية
| النادي        | الموسم  | الدوري         | المباريات | الأهداف | الكأس | الأهداف | قاري | الأهداف | أخرى | الأهداف | المجموع | الأهداف |
| ------------- | ------- | -------------- | --------- | ------- | ----- | ------- | ---- | ------- | ---- | ------- | ------- | ------- |
| نادي صور      | 2006–07 | الدوري العماني | -         | 1       | -     | 1       | 0    | 0       | -    | 0       | -       | 2       |
| نادي صور      | 2007–08 | الدوري العماني | -         | 1       | -     | 1       | 0    | 0       | -    | 0       | -       | 2       |
| نادي صور      | 2008–09 | الدوري العماني | -         | 2       | -     | 0       | 0    | 0       | -    | 1       | -       | 3       |
| المجموع       |         |                | -         | 4       | -     | 2       | 0    | 0       | -    | 1       | -       | 7       |
| نادي العروبة  | 2010–11 | الدوري العماني | -         | 8       | -     | 2       | 5    | 0       | -    | 0       | -       | 10      |
| نادي العروبة  | 2011–12 | الدوري العماني | -         | 3       | -     | 0       | 2    | 2       | -    | 0       | -       | 3       |
| نادي العروبة  | 2012–13 | الدوري العماني | -         | 3       | -     | 1       | 0    | 0       | -    | 0       | -       | 6       |
| المجموع       |         |                | -         | 14      | -     | 3       | 7    | 2       | -    | 0       | -       | 19      |
| نادي السويق   | 2013–14 | الدوري العماني | -         | 5       | -     | 0       | 4    | 0       | -    | 0       | -       | 5       |
| المجموع       |         |                | -         | 5       | -     | 0       | 4    | 0       | -    | 0       | -       | 5       |
| المجموع الكلي |         |                | -         | 23      | -     | 5       | 11   | 2       | -    | 1       | -       | 31      |

## مسيرته الدولية
استدعي المخيني للمرة الأولى إلى منتخب عمان لكرة القدم عام 2011، وشارك لأول مرة يوم 15 نوفمبر 2011 ضد السعودية في التصفيات الآسيوية لكأس العالم 2014.

## حياته الشخصية
يُعرف عبد الله المخيني بشخصيته الهادئة والتزامه داخل الملعب وخارجه، حيث يحظى بتقدير زملائه ومدربيه ويُعتبر مثالًا للانضباط والاحترافية في الكرة العمانية. يهتم خارج المستطيل الأخضر بمتابعة الدوريات الأوروبية والبرامج التدريبية الحديثة لتطوير مستواه الفني، كما يشارك أحيانًا في المبادرات الشبابية والاجتماعية لدعم الرياضة في منطقته. يؤكد المقربون منه أنه يمثل قدوة يُحتذى بها بين اللاعبين الشباب، بفضل التزامه وروحه الرياضية العالية.

## الألقاب
مع نادي صور
- كأس السلطان قابوس: 2007؛ الوصيف: 2006
- كأس الاتحاد العماني: الوصيف: 2007
- كأس السوبر العماني: الوصيف: 2008

مع نادي العروبة
- الدوري العماني: الوصيف: 2010–11
- كأس السلطان قابوس: 2010
- كأس السوبر العماني: 2011

## وصلات خارجية
- Abdullah Al Mukhaini – سجل منافسات الفيفا
- Abdullah Thuwaini  على سكروي
- Abdullah Al Mukhaini at Goal.com at Archive.is (نسخة محفوظة 2014-07-14)